# Leo Sexton
Leo Joseph Sexton (Danvers, 27 agosto 1909 – Perry, 6 settembre 1968) è stato un pesista statunitense.

## Palmarès
| Anno | Manifestazione | Sede        | Evento         | Risultato | Misura  | Note            |
| ---- | -------------- | ----------- | -------------- | --------- | ------- | --------------- |
| 1932 | Olimpiadi      | Los Angeles | Getto del peso | Oro       | 16,00 m | Record olimpico |